# Wasserkraftwerk Taquaruçu
Das Wasserkraftwerk Taquaruçu (portugiesisch Usina Hidrelétrica de Taquaruçu (Escola Politécnica) bzw. UHE Taquaruçu) ist das zweitgrößte Wasserkraftwerk am Rio Paranapanema in Brasilien. Es liegt am Unterlauf des Flusses 140 km oberhalb seiner Mündung in den Rio Paraná und 3 km oberhalb der Einmündung des Rio Pirapó. Der Fluss wird hier zum Taquaruçu-Stausee (port. Represa de Taquaruçu) aufgestaut. Er liegt auf der Grenze zwischen dem Staat São Paulo und dem Staat Paraná.
Mit dem Bau des Kraftwerks wurde 1980 begonnen. Es wurde 1994 in Betrieb genommen. Es ist im Mehrheitsbesitz der CTG (China Three Gorges).

## Absperrbauwerk
Das Absperrbauwerk besteht aus zwei bis zu 33 m hohen Erddämmen von zusammen 1.396 m Länge und einer 61 m hohen Betonstaumauer in der Mitte, die 529 m lang ist. Die Dammkrone liegt auf einer Höhe von 288 m über dem Meeresspiegel. Die Wehranlage mit der Hochwasserentlastung besteht aus neun Toren. Sie befindet sich in der Flussmitte, das Kraftwerk rechts des Flusses auf dem Boden des Staats São Paulo.

## Stausee
Beim normalen Stauziel von 284 m erstreckt sich der Stausee über eine Fläche von rund 105,5 km² und fasst 676,83 Mio. m³ Wasser.
Der See liegt auf der Grenze zwischen den Munizipien Sandovalina im Staat São Paulo und Itaguajé im Staat Paraná. Im Staat Paraná überflutet er Flächen der Munizipien Porecatu, Centenário do Sul, Lupionópolis, Santo Inácio, Santa Inês und Itaguajé. Am Nordufer im Staat São Paulo sind die Munizipien Pirapozinho, Narandiba, Taciba und Sandovalina betroffen.
Er wird auch von einer Reihe kleinerer Nebenflüsse gespeist, die größeren sind der Liste von Nebenflüssen des Rio Paranapanema genannt:
| Nebenfluss            | Nebenfluss | Nebenfluss | Mündung                          | Mündung                    |
| Name                  | Lage       | Länge (km) | bei Flusskilometer (ab Ursprung) | Munizip                    |
| --------------------- | ---------- | ---------- | -------------------------------- | -------------------------- |
| Ribeirão Anhumas      | Nord       | 25         | 707,5                            | Taciba, Narandiba          |
| Ribeirão do Capim     | Süd        | 14         | 710,5                            | Porecatu                   |
| Ribeirão Centenário   | Süd        | 30         | 722,5                            | Centenário do Sul          |
| Ribeirão das Antas    | Süd        | 24         | 737,5                            | Lupionópolis, Santo Inácio |
| Ribeirão Santo Inácio | Süd        | 45         | 754,5                            | Santo Inácio               |

Der See wird auch touristisch genutzt. In Centenário do Sul liegt das Freizeitgelände Condomínio Pedra Preta, das von den Großstädten Londrina wie von Maringá aus in etwa zwei Stunden erreichbar ist. Zum Condomínio Pousada do Paranapanema in Santo Inácio fährt man von Maringá aus über die PR-317 in eineinhalb Stunden.

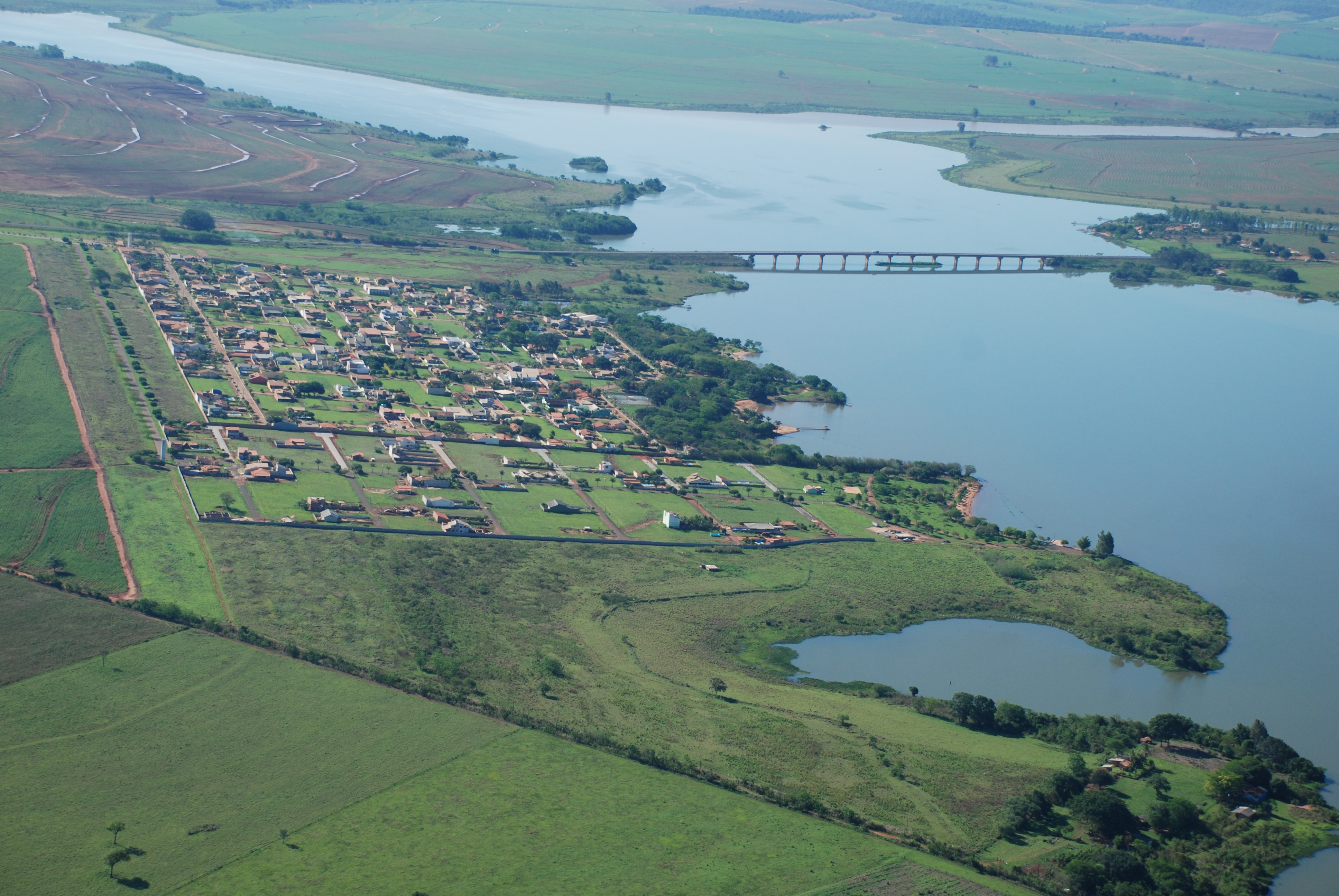
Taquaruçu-Stausee mit Condomínio Pousada do Paranapanema im Munizip Santo Inácio und Brücke der PR-317/SP-425

## Kraftwerk
Das Kraftwerk Taquaruçu liegt auf der rechten, nördlichen Seite des Flusses im Munizip Sandovalina. Es verfügt mit fünf Kaplan-Turbinen über eine installierte Leistung von 525 MW. Die Turbinen wurden von der Voith Hydro Holding GmbH produziert und installiert. Die maximale Fallhöhe beträgt 22 m.

## Betreiber
Das Wasserkraftwerk ist im Besitz der Rio Paranapanema Energia S/A (Kurzname Ger Paranapanema), einem Stromerzeuger, der entlang dem Rio Paranapanema acht Wasserkraftwerke betreibt. Seine Konzession für das Wasserkraftwerk Taquaruçu wurde 1999 erteilt und läuft über 30 Jahre bis 2029. Die Gesellschaft ist im Mehrheitsbesitz der China Three Gorges Corporation.

## Geschichte
Im Jahr 1953 wurde die Uselpa (Usinas Hidrelétricas do Paranapanema) gegründet. Als ihre Nachfolgerin wurde 1966 die CESP (damals Centrais Elétricas de São Paulo) gegründet. Sie begann 1980 mit dem Bau des Wasserkraftwerks Taquaruçu und nahm es 1996 in Betrieb. Aus der Aufspaltung der CESP entstand 1999 die Companhia de Geração de Energia Elétrica Paranapanema (Ger Paranapanema).
Die großen Wasserkraftprojekte wie Itaipu oder Ilha Solteira waren fremdfinanziert worden und zogen einen sehr hohen Schuldendienst nach sich. In der Folge stellte die Brasilianische Entwicklungsbank Regeln auf, die Investitionen staatlicher Unternehmen in elektrische Energieinfrastruktur praktisch unerschwinglich machten. Nachdem das Militär 1985 die Macht abgegeben hatte, schloss sich die Neue Republik dem Washingtoner Konsens an und setzte entschieden neoliberale Reformen durch. Fernando Henrique Cardoso, Präsident Brasiliens von 1995 bis 2003, traf die Entscheidung zur Privatisierung der staatlichen Elektrizitätsunternehmen (ebenso wie Telekommunikation, staatliche Banken, Eisenbergbau und Eisenbahnen).
Zum Zweck der Privatisierung wurde 1999 die CESP aufgespalten, es entstand die Companhia de Geração de Energia Elétrica Paranapanema (Ger Paranapanema). Diese wurde am 28. Juli 1999 an die Duke Energy versteigert. Der andere Bieter war die brasilianische Tochter Tractebel der französischen GDF Suez (heute: Engie). Mangels Finanzierung konnten die US-amerikanische AES und das brasilianische Konsortium VBC (Votorantim Energia, Bradesco und Camargo Corrêa) keine Angebote abgeben. Die Ger Paranapanema wurde das größte Auslandsengagement der Duke Energy.
Im Jahr 2016 übernahm die China Three Gorges Corporation das Brasiliengeschäft der Duke Energy. Sie änderte im Jahr darauf den Firmennamen von Duke Energy International, Geração Paranapanema S.A. in den heutigen Namen Rio Paranapanema Energia S.A.